# 渚のシンドバッド (映画)
『渚のシンドバッド』（なぎさのシンドバッド、Like Grains of Sand）は1995年の日本映画。橋口亮輔監督・脚本。
ロッテルダム国際映画祭グランプリ。トリノ国際ゲイ&レズビアン映画祭グランプリ。第50回毎日映画コンクール脚本賞受賞。第8回東京国際映画祭ヤングシネマ・コンペティション出品作。
ロケのほとんどを、監督の故郷である長崎県長崎市とその周辺で行った。

## ストーリー
クラスメイトの吉田に想いを寄せる高校生、伊藤。転校生でレイプされた過去がある女生徒の相原は、その事に気づき伊藤に興味を持つ。同性愛とレイプ被害という、他人には話せない秘密を抱える二人は急速に打ち解けるようになる。その相原のことを実は恋慕する吉田。複雑な三角関係の先には……。

## 出演
伊藤修司
演 - 岡田義徳
吹奏楽部でトロンボーンを担当。浩之に恋愛感情を持ち、自身がゲイであることを隠している。しかし、ゲイである噂が流れてしまう。相原とは後述の性格からあまり良く思っていなかったが、ゲイの噂が立った頃から、気が合い親しくなった。
吉田浩之
演 - 草野康太
修司の親友。吹奏楽部では、学生指揮を担当。修司がゲイであるとを知っても親友として接し、他の生徒からからかわれているのを止めに入ったり友達思いの性格。相原のことが異性として気になっているが、相原の性格もあり(後述)上手く伝わらず、もどかしく感じている。オートバイに乗っている。
相原果沙音
演 - 浜﨑あゆみ
吹奏楽部でクラリネットを担当。別の高校から転校してきて、吹奏楽部に入部する。留守宅に不法侵入したり、作中では中年男性とラブホテルから出てくるところを他のクラスの生徒に見られているとされる。話し方が冷たくぶっきらぼうで、自己中心的で少々扱いづらい言動をすることからクラスでも浮いた存在である。
奸原とおる
演 - 山口耕史
修司と浩之の友人。イタズラ好きで、子供っぽく短気な性格。思い込みが激しい所があり、自身が好きな女生徒を修司がバラしたと思って、修司がゲイであるという噂を流してしまう。特技はバク宙。
清水彩子
演 - 高田久実
吹奏楽部でクラリネットを担当。真面目で優等生。浩之と付き合っているが、惰性で続いており微妙な関係となっている。本人は「私はいつも一言多いの」と自認しているがつい余計なことを言ってしまう。
松尾リカ
演 - 勇静華
「妊娠してしまった友達の堕胎手術の費用のためにお金をカンパしてほしい」とクラスメイトからお金を集めているが、実は自分が遊ぶための小遣い稼ぎのウソである。猫なで声でぶりっ子を演じることがあるが、素は気が強い。相原のことを嫌っている。
修司の父
演 - 村井国夫
仕事でいつも帰りが遅い。妻(修司の母)とは、妻の借金のせいで別れており、そのせいで苦労させられていると語っている。
根津先生
演 - 根岸季衣
修司たちのクラス担任。
吉田公子
演 - 山口美也子
浩之の母。夫を亡くしており、スナックを経営して子どもたちを女手ひとつで育てている。作中では現在慕ってくれている男性がいるとのこと。
吉田法子
演 - 石川千晴
浩之の妹。中学生ぐらいの年頃。
篠原先生
演 - 趙方豪
吹奏楽部の顧問。コンクールに出る予定だったが、部員に初心者が多いこともあり、曲の仕上がりが中途半端なため、出場を取りやめを独断で決めてしまった。加えて落胆する部員たちに「コンクール当日は、案内係などの仕事をしてもらうが、主催者からバイト代が一人4000円でるから喜べ！」と言うなど、あまり熱心な指導者ではない。
藤田先生
演 - 袴田吉彦
体育教師。
精神科の先生
演 - 橋口亮輔
同性愛の修司をカウンセリングを行った。同性愛には理解があり、作中では付き添いできた父親に「同性愛は病気ではありません」と説明している。
古賀
演 - 安西紘子(安西ひろこ)
リカのクラスメイトで親友、いつも一緒にクラスメイトからお金を集めている。

## スタッフ
- 監督・脚本：橋口亮輔
- 企画：ぴあ、ぴあフィルムフェスティバル
- 製作：高井英幸、矢内廣
- プロデューサー：金澤清美、中澤夕佳
- 音楽：高橋和也
- 企画：瀬田一彦、天野真弓
- 衣装：土屋純子
- 照明：矢部一雄
- 助監督：田胡直道
- 製作協力：東宝映画
- 東宝 = ぴあ提携作品

## ロケ地
- 稲佐山
- 長崎市公会堂
- 神奈川県立希望ヶ丘高等学校
- 長崎本線（旧線）東園駅（移転前）
- 絃洋会楽器店